# Lindera limprichtii
Lindera limprichtii là loài thực vật có hoa trong họ Nguyệt quế. Loài này được H. Winkl. miêu tả khoa học đầu tiên năm 1922.